# Amarant (culoare)
Amarant #E52B50
#E52B50

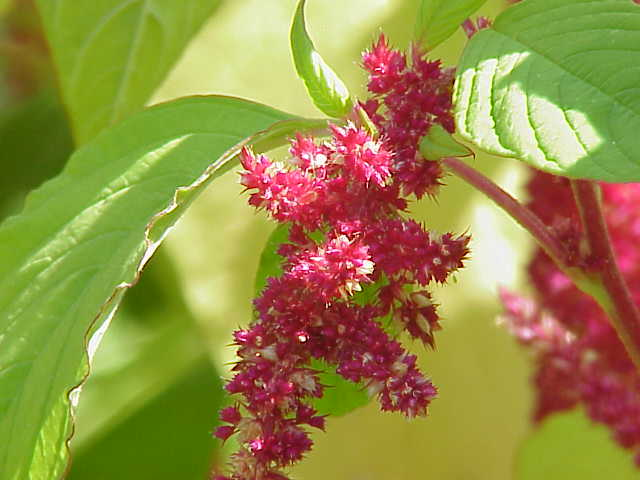
Floare de amarant

Amarant este o culoare roșiatică-trandafirie, numele ei provenind de la floarea amarant. Culoarea afișată este culoarea florii roșii de amarant (culoarea considerată în mod normal amarant), dar există și alte nuanțe de amarant, care sunt prezentate mai jos. Roba academică a oamenilor de știință francezi are culoarea amarant, la fel ca bereta parașutiștilor militari francezi.

## Etimologie
Numele de amarant derivă din grecescul ἀμάραντος (amárantos), „nepieritor”, adică o floare despre care se credea că crește pe muntele Olimp, care nu moare niciodată.

## Variații de amarant

### Amarant roz
Culoarea amarant roz este afișată în dreapta. Această culoare este o reprezentare a culorii florilor roz de amarant.
Prima utilizare înregistrată a amarantului roz (amaranth pink) ca nume de culoare în limba engleză a fost în 1905.

### Amarant purpuriu
Culoarea amarant purpuriu este afișată în dreapta. Această culoare este o reprezentare a culorii florilor de amarant purpuriu.
Prima utilizare înregistrată a amarant purpuriu (amaranth purple) ca nume de culoare în limba engleză a fost în 1912.

### Amarant purpuriu intens
Amarant purpuriu intens este  nuanța de amarant care este numită amarant în cartea din 1930 de Maerz și Paul A Dictionary of Color. 

## Galerie

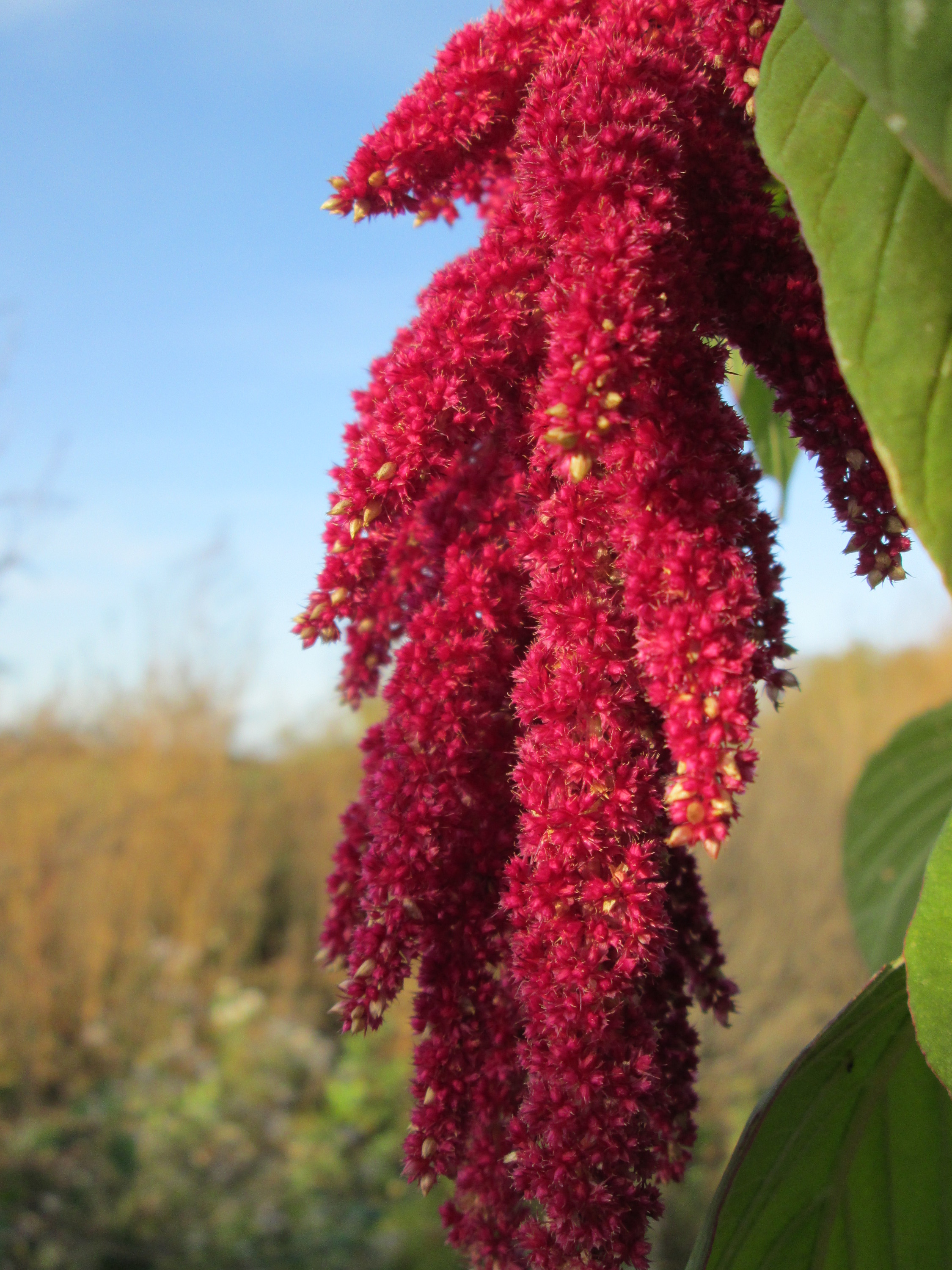
Floare de amarant
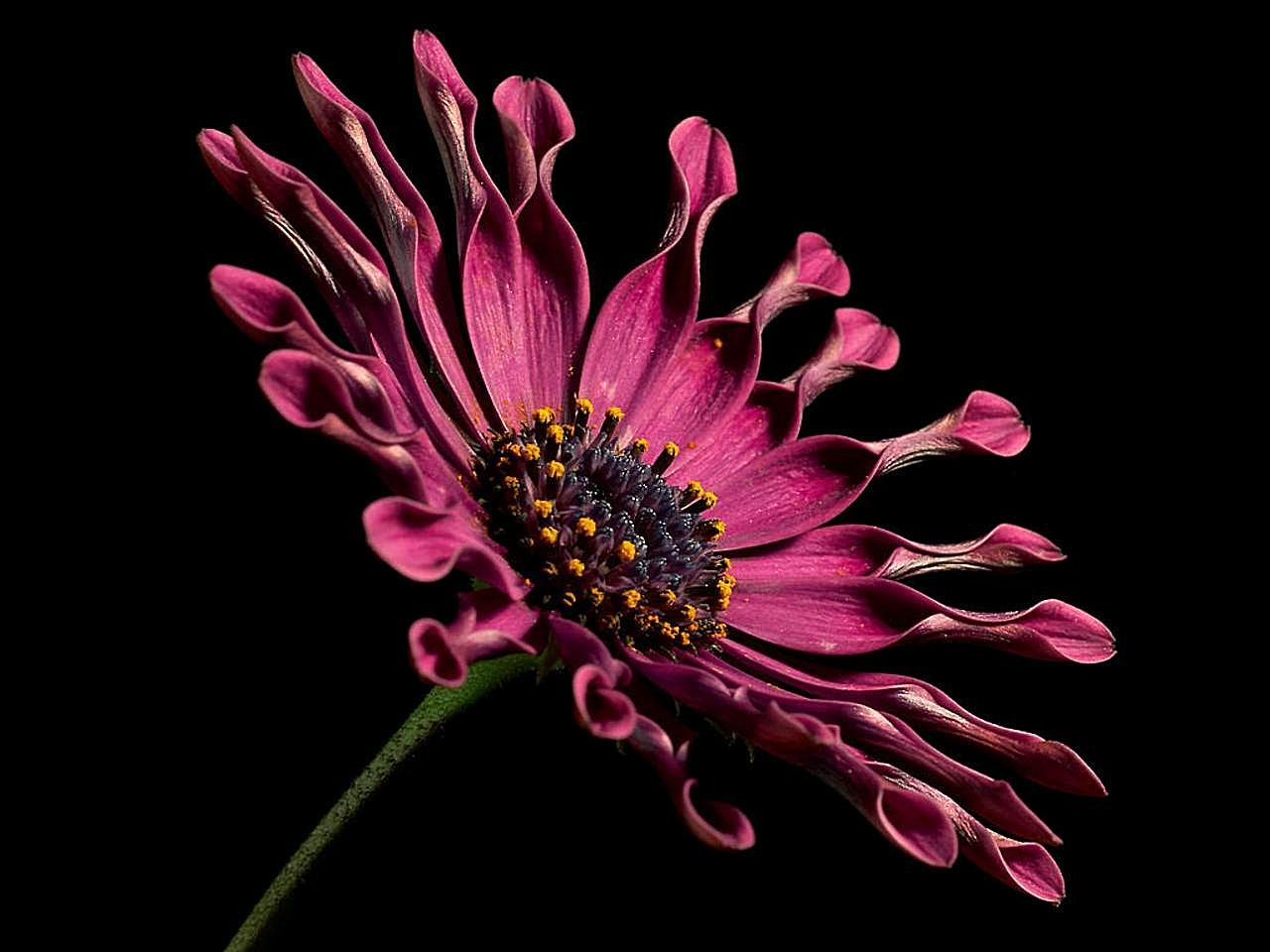
Margaretă africană
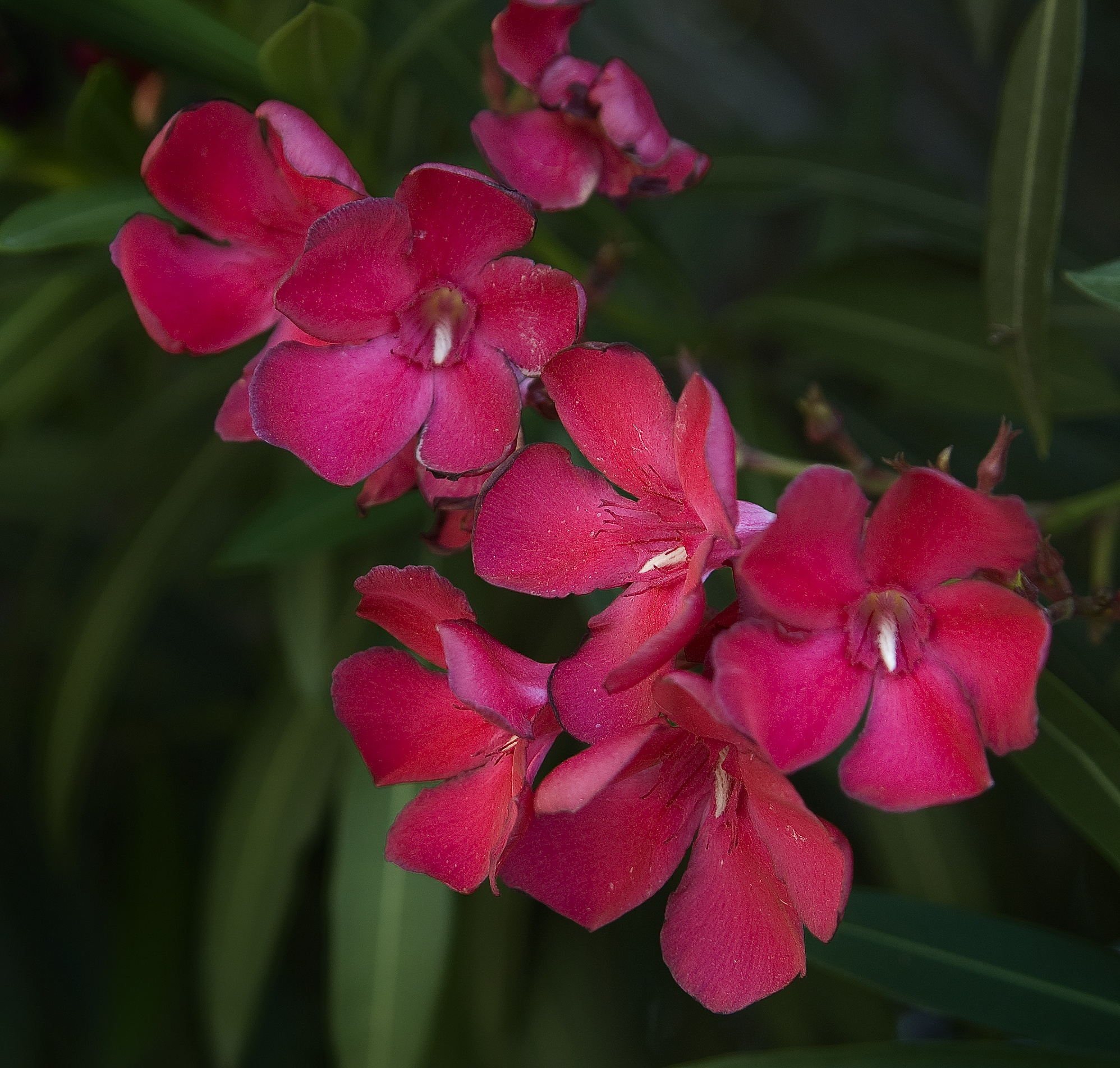
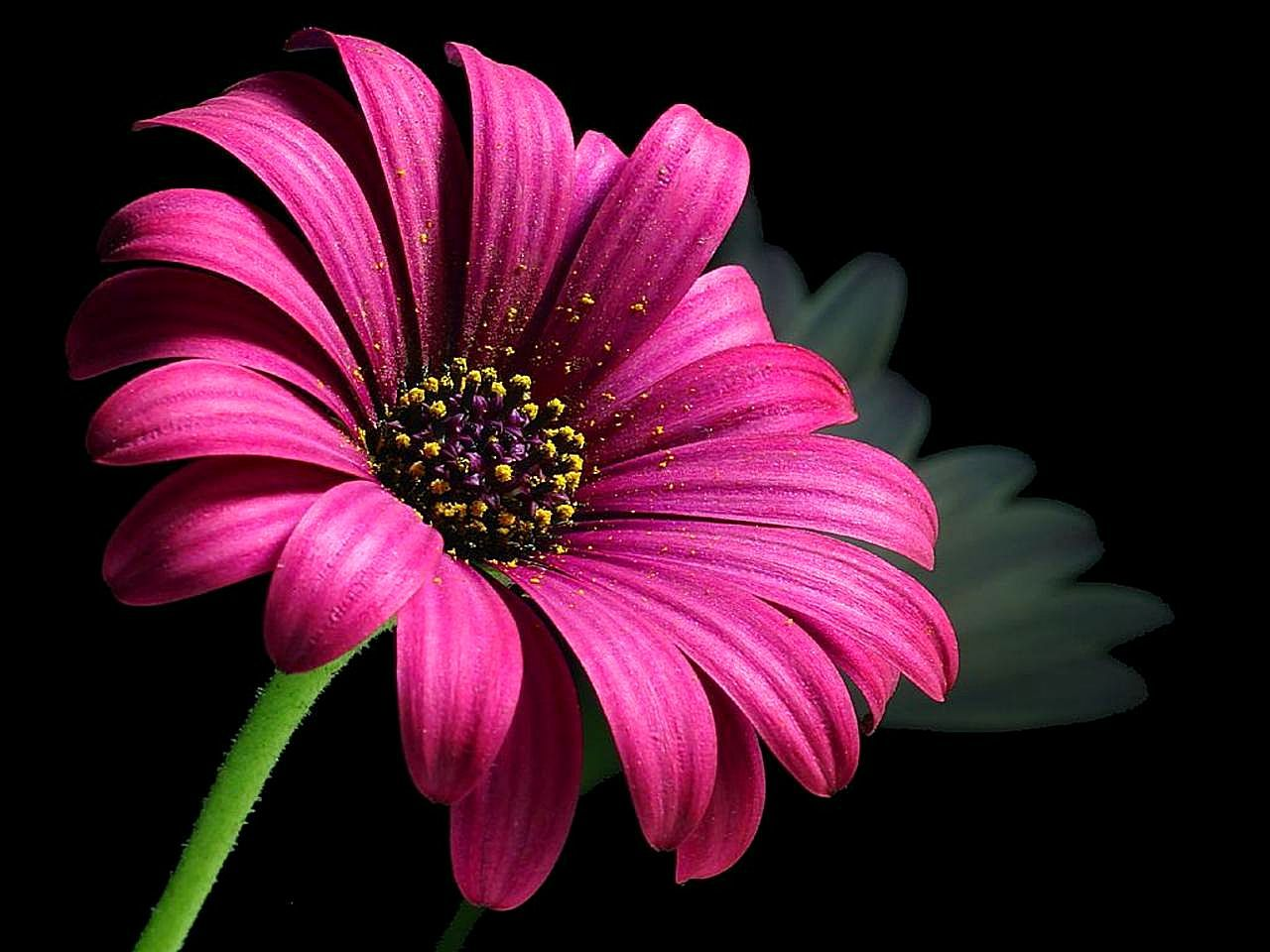
Margaretă
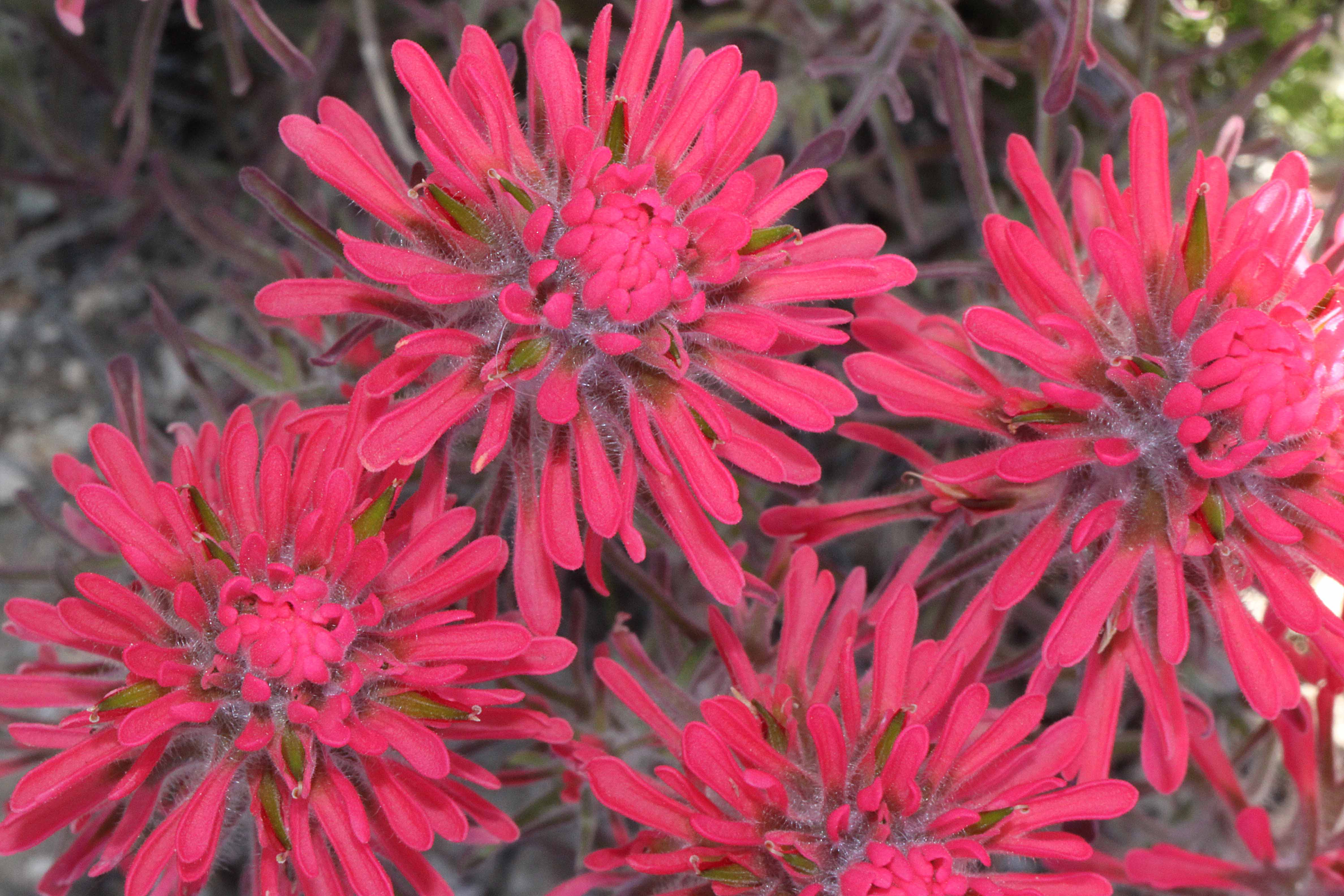
Castilleja
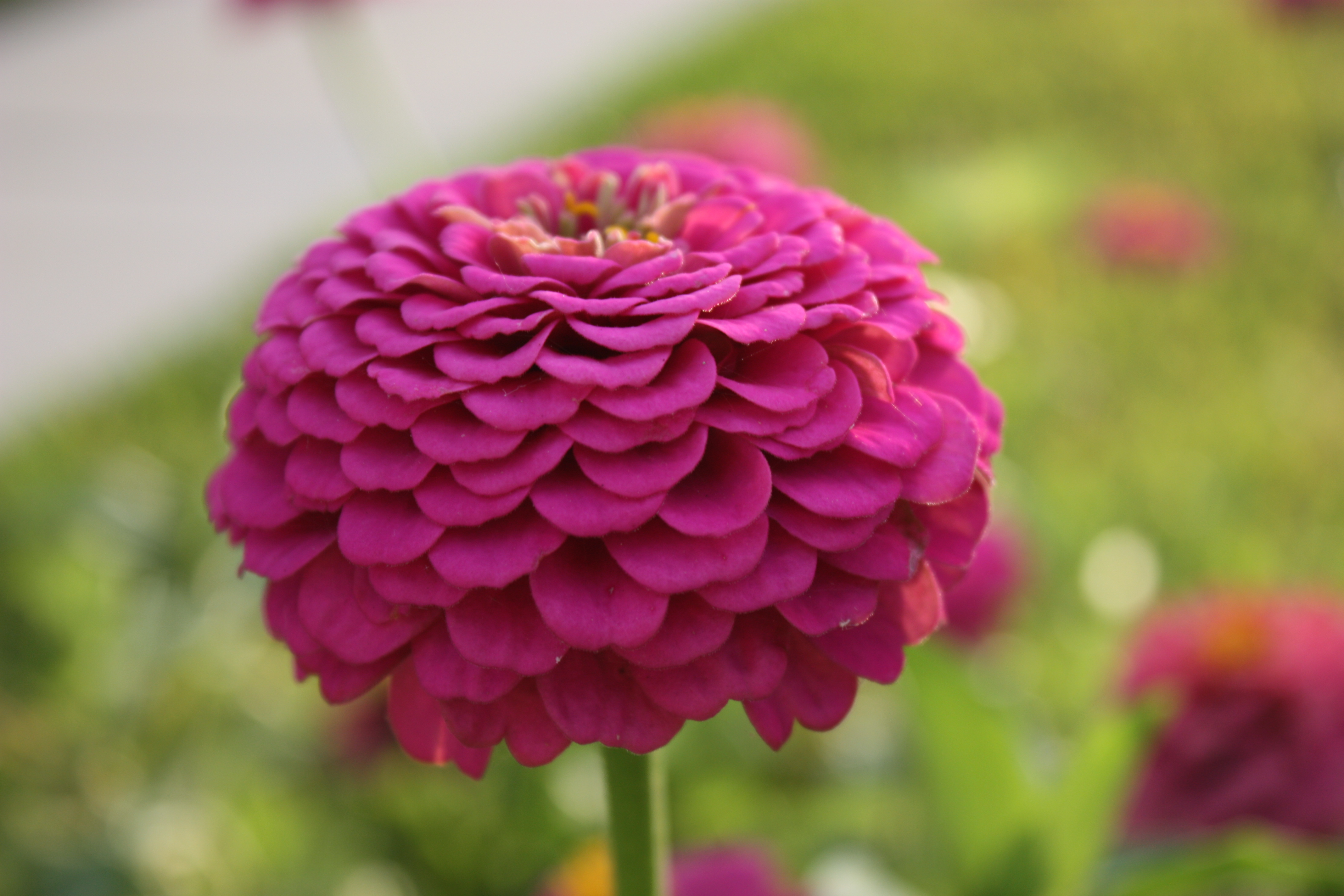
Zinnia elegans